# Neil O’Donnell (Fußballspieler)
Neil O’Donnell (* 21. Dezember 1949 in Glasgow; † Mai 2022) war ein schottischer Fußballspieler. Der Mittelfeldspieler bestritt zwischen 1967 und 1976 für Norwich City, den FC Gillingham und Sheffield Wednesday insgesamt 114 Partien in den drei obersten Spielklassen der englischen Football League.

## Karriere
O’Donnell spielte während seiner Schulzeit unter anderem bei Possilpark YMCA, einem Klub der mit dem FC Arsenal Verbindungen unterhielt. Ein Wechsel zum Hauptstadtklub kam aber nicht zustande, stattdessen erhielt O’Donnell nach seiner Schulzeit die Möglichkeit im Osten Englands bei Norwich City eine Profilaufbahn einzuschlagen. Bereits 16-jährig lief er für das dortige Reserveteam (insgesamt 197 Reserveeinsätze) auf, kurz nach seinem 17. Geburtstag unterzeichnete er Ende Dezember 1966 seinen ersten Profivertrag. In der Folge wurde O’Donnell schottischer Juniorennationalspieler und gab im September 1967 sein Pflichtspieldebüt für Norwich in einer Ligapokalpartie, im weiteren Saisonverlauf schlossen sich auch drei Auftritte in der Second Division an. Obwohl er in der Zweitligasaison 1968/69 21 Partien in Serie bestritt und dabei auch per Solo beim 1:0-Auswärtserfolg über die Bristol Rovers sein erstes Tor im Profibereich erzielte, gelang es ihm in den folgenden Jahren nicht, sich als Stammspieler zu etablieren. Für den loyalen und variabel einsatzbaren Mittelfeldakteur folgten von 1969 bis zu seinem Abgang im Sommer 1974 lediglich 23 weitere Ligaauftritte, davon 17 als Einwechselspieler. Beim Erstligaaufstieg 1972 kam er unter Trainer Ron Saunders hinter Spielern wie Doug Livermore und Graham Paddon nur in der Frühphase der Saison zu zwei Einsätzen als Einwechselspieler, in den beiden anschließenden Erstligasaisons durfte er insgesamt 15 Partien bestreiten. Mit dem Abstieg 1974 endete nach insgesamt 64 Pflichtspieleinsätzen (3 Tore) auch seine Zeit beim Klub. 
Von Len Ashurst wurde O’Donnell im Sommer 1974 zum Drittligisten FC Gillingham geholt, für den er etwa die Hälfte der Saisonspiele bestritt. Als Ashurst im Oktober 1975 vom Ligakonkurrenten Sheffield Wednesday abgeworben wurde, folgte O’Donnell seinem Trainer nur wenige Tage später ablösefrei als erster Neuzugang nach. Bei Sheffield rückte O’Donnell umgehend in die Stammmannschaft, sein erstes Pflichtspiel für Wednesday absolvierte er just beim 1:0-Erfolg über Ex-Klub Gillingham. Nach dem knapp geglückten Klassenerhalt gehörte er auch zu Beginn der Drittligasaison 1976/77 zur Stammelf. Im Herbst 1976 erlitt er eine schwere Rückenverletzung, wegen der er im Januar 1977 sein Karriereende verkündete, zuvor hatten ihm zwei Fachärzte zur Beendigung seiner Laufbahn geraten. Im Februar 1977 wurde ihm ein Abschiedsspiel zuteil, bei dem Wednesday gegen Norwich antrat.
O’Donnell übte Traineraufgaben in der lokalen Sunday League aus und soll später auch beim FC Sheffield kurzzeitig eine Trainerstelle besetzt haben. Beruflich eröffnete er zunächst einige Wettbüros, später arbeitete er für ein Finanzunternehmen. O’Donnell starb 72-jährig im Mai 2022.